# Polygonus savigny
Polygonus savigny is een vlindersoort uit de familie van de dikkopjes (Hesperiidae). De wetenschappelijke naam van de soort werd in 1824 als Hesperia savigny gepubliceerd door Pierre André Latreille.

## Verspreiding
De soort komt voor in Texas, Midden-Amerika, Zuid-Amerika en in de Caraïben.

## Ondersoorten
Deze soort heeft de volgende ondersoorten:
- Polygonus savigny punctus Bell & Comstock, 1852
- Polygonus savigny savigny (Latreille, 1824)